# Cuphea subuligera
Cuphea subuligera är en fackelblomsväxtart som beskrevs av Emil Bernhard Koehne. Cuphea subuligera ingår i släktet blossblommor, och familjen fackelblomsväxter. Inga underarter finns listade i Catalogue of Life.